# Marsjön-Bondsundets naturreservat
Marsjön-Bondsundets naturreservat är ett naturreservat i Gävle kommun i Gävleborgs län.
Området är naturskyddat sedan 2019 och är 225 hektar stort. Reservatet ligger sydost om Hamrångefjärden och omfattar sjöarna Marsjön och Hamrångefjärdens södra utlopp via Långrännan och Bondsundet. Reservatet består av  våtmarker och naturskogar med högt lövinslag.